# 크리스티아나 카포톤디
크리스티아나 카포톤디(영어: Cristiana Capotondi, 1980년 9월 13일 ~ )는 이탈리아의 배우이다.

## 출연 작품
- 여자라는 이름으로 (2018)
- 세븐 미니츠 (2016)
- 토마소 (2016)
- 밀라노 2015 (2015)
- 오페라 (2014)
- 어 골든 보이 (2014)
- 아무르 엘레멘터리 (2014)
- 마피아는 여름에만 죽인다 (2013)
- 크립토나이트 (2011)
- 홀리 패밀리 (2011)
- 프럼 더 웨이스트 온 (2010)
- 룰티모 가토파르도 (2010)
- 열정 (2010)
- 애프터 러브 (2009)
- 총독 (2007)
- 시험 전날 밤 (2006)
- 크리스마스 인 러브 (2004)